# ТВЦГ 1
ТВЦГ 1 је црногорска телевизијска станица у саставу Радио-телевизије Црне Горе. Основана је 4. маја 1964. Седиште се налази у Булевару револуције 19 у Подгорици.